# Álvaro Jurado
Álvaro Jurado Espinosa (ur. 5 września 1981 w Kordobie) – hiszpański piłkarz.

## Kariera
Álvaro Jurado jest wychowankiem Sevilli, jednak większą część kariery w tym klubie spędził w zespole rezerw. Sezon 2002/2003 spędził na wypożyczeniu w Getafe CF. Od 2007 roku reprezentował barwy hiszpańskich klubów niższych lig: Lorca Deportiva, Salamanki oraz Cádiz CF. 5 marca 2012 roku został zawodnikiem Piasta Gliwice.
Jurado ma za sobą trzy występy w reprezentacji Hiszpanii do lat 16.